# Genèse B

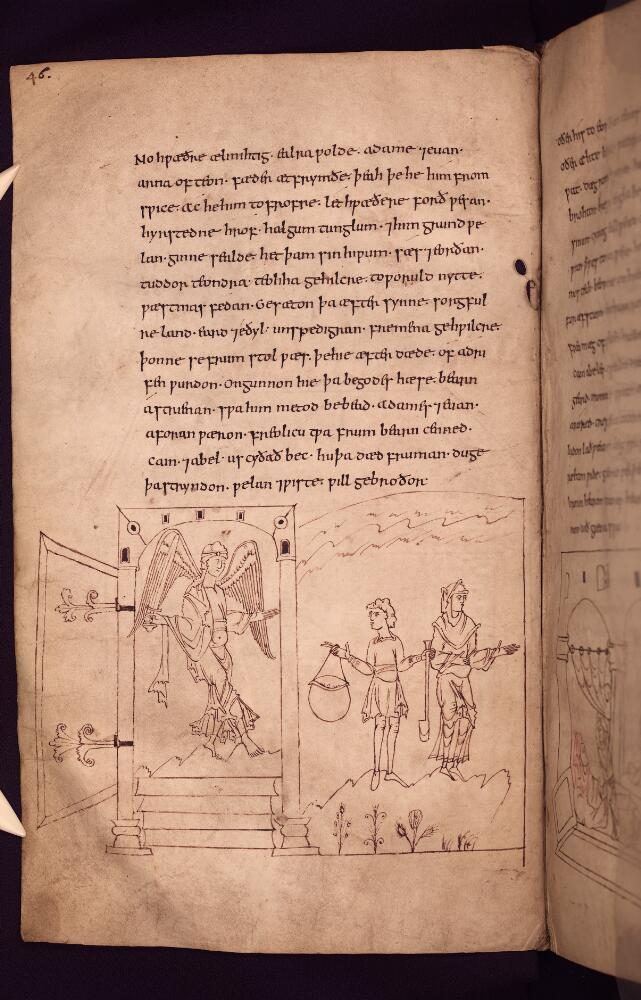
Adam et Ève sont chassés du Paradis (manuscrit Junius, page 46).

Genèse B (Genesis B en anglais) est un poème en vieil anglais qui figure dans le manuscrit Junius. Il reprend les récits bibliques de la chute de Satan et de la chute de l'Homme.
Le manuscrit Junius s'ouvre sur un poème de 2 936 vers paraphrasant le Livre de la Genèse qui est en réalité issu du mélange de deux poèmes distincts, que les chercheurs ont appelé « Genèse A » et « Genèse B » pour les distinguer. La Genèse B est intercalée au sein de la Genèse A et correspond aux vers 235 à 851 du poème. Cette interpolation est suggérée par Eduard Sievers en 1875 en s'appuyant sur les différences de vocabulaire entre les deux textes et sur des caractéristiques métriques spécifiques à la Genèse B. Il propose que cette dernière soit en fait la traduction d'un poème en vieux saxon, alors même que l'existence d'un tel poème n'est pas prouvée. Sa théorie est confirmée en 1894 avec la découverte du manuscrit Palatinus Latinus 1447 dans la bibliothèque vaticane, manuscrit qui contient des fragments du texte en vieux saxon dont Genèse B est une traduction.
Alors que la Genèse A suit de près le récit biblique, la Genèse B adopte un point de vue fortement germanisé sur les événements qu'elle décrit : Dieu y apparaît comme un seigneur et les anges comme ses thegns. La chute de l'Homme est également traitée d'une manière qui diffère significativement du récit biblique. En particulier, le démon tentateur aborde en premier Adam, qui le repousse, avant de se tourner vers Ève, qui mange le fruit défendu en toute bonne foi.